# Home (The Cats)
Home is een muziekalbum van The Cats uit 1973. Alle nummers op de elpee werden geschreven door vier van de vijf Cats-leden; op Theo Klouwer na.
Home stond vier weken in de Album Top 100 en behaalde daar nummer 9 als hoogste positie. De elpee behaalde de goudstatus.

## Nummers
| Nummer | Naam                                     | Geschreven door                | Duur | Opmerkingen |
| --- | ---------------------------------------- | ------------------------------ | ---- | ----------- |
| A1 | Time machine (hey, come on back in time) | Arnold Mühren en Piet Veerman  | 3:15 |             |
| A2 | Jenny                                    | Arnold Mühren                  | 3:55 |             |
| A3 | I'm going home                           | Cees Veerman                   | 3:10 |             |
| A4 | I will follow                            | Arnold Mühren en Jaap Schilder | 4:15 |             |
| A5 | I still remember                         | Cees Veerman                   | 3:20 |             |
| A6 | Madam Gordin                             | Arnold Mühren                  | 5:26 |             |
| B1 | Maribaja                                 | Arnold Mühren                  | 3:08 |             |
| B2 | Love is just a long, lonely road         | Cees Veerman                   | 3:47 |             |
| B3 | Let's go together                        | Piet Veerman en Jaap Schilder  | 3:45 |             |
| B4 | Sunshine                                 | Cees Veerman en Jaap Schilder  | 4:05 |             |
| B5 | The water will be deep                   | Arnold Mühren                  | 3:10 |             |
| B6 | Diana                                    | Cees Veerman                   | 3:06 |             |
| B7 | Mother Nature                            | Arnold Mühren en Jaap Schilder | 3:55 |             |
| Later zijn er van dit album opnieuw versies op cd uitgebracht waarop bonustracks staan. Deze cd is net als alle andere platen van The Cats in 2014 opgenomen in het verzamelwerk Complete. Op deze uitgave waren de bonustracks als volgt: |                                          |                                |      |             |
| 14. | Linda                                    | Piet Veerman en Jaap Schilder  |      |             |
| 15. | I'm going home                           | Cees Veerman                   |      |             |